# Vesubia jugorum
Vesubia jugorum är en spindelart som först beskrevs av Simon 1881.  Vesubia jugorum ingår i släktet Vesubia och familjen vargspindlar.
Artens utbredningsområde är Italien. Inga underarter finns listade i Catalogue of Life.